# Alexander Otto
Alexander Otto (Hamburgo, 7 de julio de 1967) es un empresario y multimillonario alemán con residencia en Hamburgo, uno de cinco hijos del fundador del Grupo Otto, Werner Otto.

## Harvard
Tras aprobar el Bachillerato en Oxford, Inglaterra, Otto fue admitido en la Universidad de Harvard, de la que se graduó en 1990 y donde más tarde cursaría su MBA (en la Harvard Business School). Desde entonces ha seguido ligado a este instituto en calidad de voluntario y benefactor. Entre otros, ha coadyuvado en la renovación del Eliot House, acto por el cual fue renombrado el hall principal de Lowell House a Otto Hall. El donativo también ha servido para establecer un fondo de desafío con fines similares. Actualmente, su hijo atiende la Universidad de Harvard también.

## Negocios
Siendo miembro de la familia Otto, Alexander Otto posee parte del Grupo Otto, y es también accionista mayoritario y consejero delegado de ECE Group, una gigante inmobiliaria alemana enfocada en los centros comerciales. Adicionalmente, comparte junto a su madre y hermana Katharina el 14 % de las acciones de Paramount Group, que posee y administra propiedades empresariales en Estados Unidos.
Habiendo invertido agresivamente en centros comerciales, se hizo en 2001 accionista y director general de la Deutsche EuroShop , sociedad cotizada en la bolsa de Fráncfort.
Alexander Otto es miembro de las juntas supervisoras de Grupo Otto, HSH Nordbank, British American Tobacco Germany, DES Deutsche Euro-Shop y Hamburg-Mannheimer Versicherung, y de la junta asesora de Peek & Cloppenburg. Adicionalmente, como director general de Deutsche EuroShop, forma parte de las juntas supervisoras de SITE Centers Corp (Estados Unidos), Peek & Cloppenburg KG (Alemania), Sonae Sierra Brasil S.A (Brasil) y Verwaltungsgesellschaft Otto mbH (Hamburg).

### ECE Group
Al quedarse su hermanastro, Michael Otto, con la dirección del Grupo Otto, Alexander obtuvo de su padre la filial inmobiliaria del torontoniano Grupo Sagitta, llamada ECE, la cual ha dirigido con mucha destreza, convirtiéndola en el propietario y administrador de algunos de los centros comerciales más grande del mundo. A mediados de la década de 1990 tuvo lugar su primer proyecto individual en ECE, el Schlosspark-Center en Schwerin. Fue el impulsor de la internacionalización de ECE, abriendo mercados especialmente hacia Europa del Este.

## Activismo
Alexander Otto pertenece a numerosas organizaciones sin fines de lucro y dirige varias de sus propias fundaciones en apoyo de temas como los deportes juveniles, asistencia sanitaria y proyectos culturales.